# Oneida

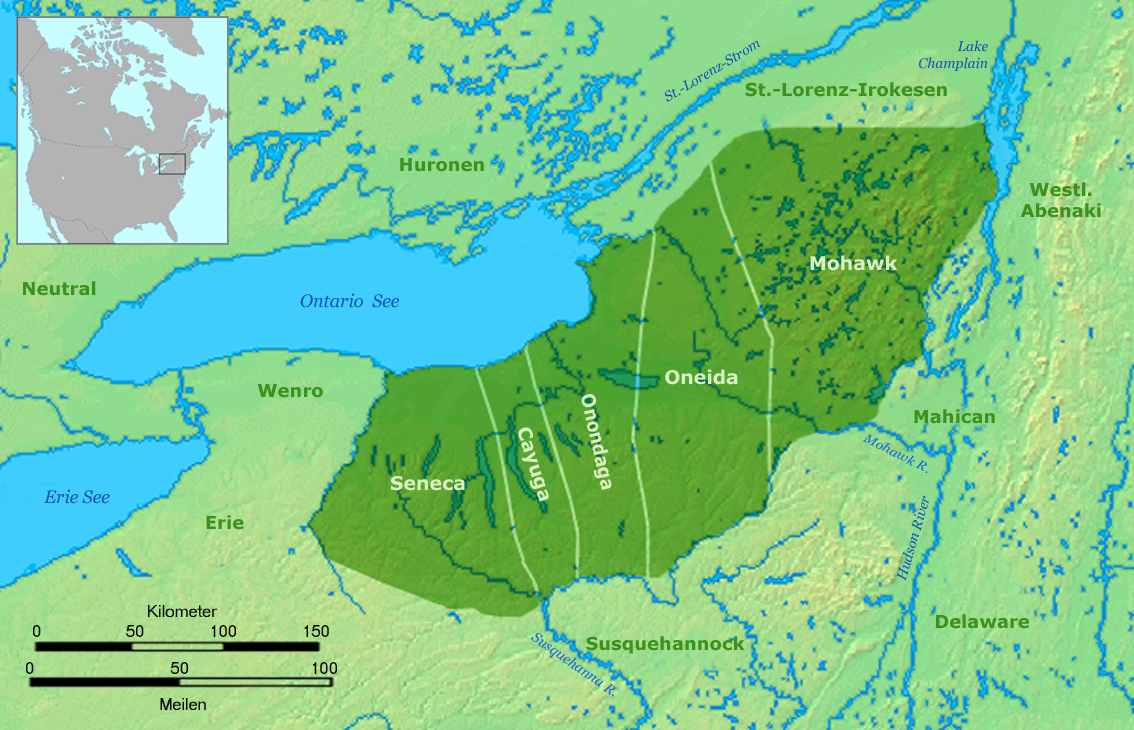
Die Oneida innerhalb der fünf Nationen der Irokesen, Stammesgebiet um 1650

Die Oneida oder Onyota'a:ka bzw. Onyota’ake („Volk des (aufrecht)stehenden Steines“) sind ein Stamm der Haudenosaunee („Leute des Langhauses“), besser bekannt als Irokesenliga oder -Konföderation, eines Bündnisses aus ursprünglich fünf (später sechs) Stämmen oder Nationen der Irokesischen Sprachfamilie. Im allgemeinen Sprachgebrauch werden diese Stämme als Irokesen bezeichnet. Sie sind eine der indigenen Gruppen der Indianer Nordamerikas. Das Wohn- und Jagdgebiet der Oneida lag zwischen dem Territorium der Mohawk im Osten und der Onondaga im Westen.
Heute leben Angehörige der Oneida in der Oneida Indian Nation of New York in New York, in der Oneida Nation of Wisconsin in Wisconsin, in und um den Ort Green Bay in Wisconsin sowie im Reservat der Six Nations of the Grand River und in der Oneida Nation of the Thames in Southwold, Ontario, Kanada.

## Wohn- und Jagdgebiet
Die Dörfer der Oneida lagen im 17. Jahrhundert im Einzugsbereich des Oneida Creeks, der in den Oneida Lake mündet. Die Oneida bewohnten außerdem den Wood Creek und das obere Tal des Mohawk Rivers. Ihr Jagdgebiet erstreckte sich im Norden bis an den Sankt-Lorenz-Strom und im Süden bis zum Susquehanna River. Zur Zeit des ersten Kontakts mit Europäern besaßen sie nur ein einziges Hauptdorf, das den gleichen Namen wie der Stamm trug. Die erste authentische Beschreibung eines Oneidadorfs kommt von einem Holländer, vermutlich Hermen Mmeyndertsz van den Bogaert, der die Oneida 1634 besuchte. Zu dieser Zeit wurde das Dorf durch Palisaden geschützt und umfasste 66 Häuser. Es lag wahrscheinlich beim heutigen Ort Munnsville im Madison County, New York. Der französische Jesuit und Missionar Jacques Bruyas errichtete dort 1667 die Mission Saint Francois Xavier. Seinem Bericht zufolge lag das Dorf der Oneida rund fünf Leagues (20 km) vom Oneida Lake entfernt. Eine weitere überlieferte Beschreibung des Dorfes stammt von Wentworth Greenhalgh aus dem Jahr 1677. Er berichtet von einem palisadengeschützten Ort mit etwa 100 Häusern, der östlich eines schmalen Flusses lag. Das Dorf war zu dieser Zeit neu angelegt worden, deshalb mussten die Einwohner zusätzlichen Mais von ihren Nachbarn, den Onondaga, kaufen. Offenbar war es dasselbe Dorf, das die Franzosen 1696 zerstörten.
Auch im achtzehnten Jahrhundert lag das größte Dorf der Oneida in der Nähe des Oneida Lake. 1757 gab es hier zwei Dörfer: Das größere war etwa 8 km vom See entfernt, während das kleinere am Seeufer lag. Um 1762 gab es ein neues Dorf namens Canowaroghere (wo ein Schädel aufgespießt ist). Um diese Zeit lebten einige Oneidafamilien in Oquaga, dem heutigen Windsor in der kanadischen Provinz Ontario.
Im achtzehnten Jahrhundert nahmen die Oneida zahlreiche Mitglieder anderer Indianerstämme bei sich auf. Nach den Tuscarora-Kriegen (1711–1713) zogen viele Tuscarora nach Norden und siedelten auf Oneidaland. 1785 nahmen Stockbridge-Indianer die Einladung der Oneida an und errichteten das Dorf New Stockbridge in deren Nachbarschaft. 1788 schließlich kamen weitere versprengte Indianer der Ostküste, darunter Mahican, Mohegan, Pequot, Narraganset und Montauk. Sie errichteten in der Nähe von New Stockbridge den Ort Brothertown.
Im Laufe eines Jahrhunderts hatte sich auch die Wohnweise der Oneida verändert. Lebten sie um 1634 noch in Langhäusern, in denen bis zu 20 Familien Platz fanden, so gab es um 1750 fast ausschließlich Einfamilienhäuser.

## Geschichte

### Pelzhandel und Biberkriege

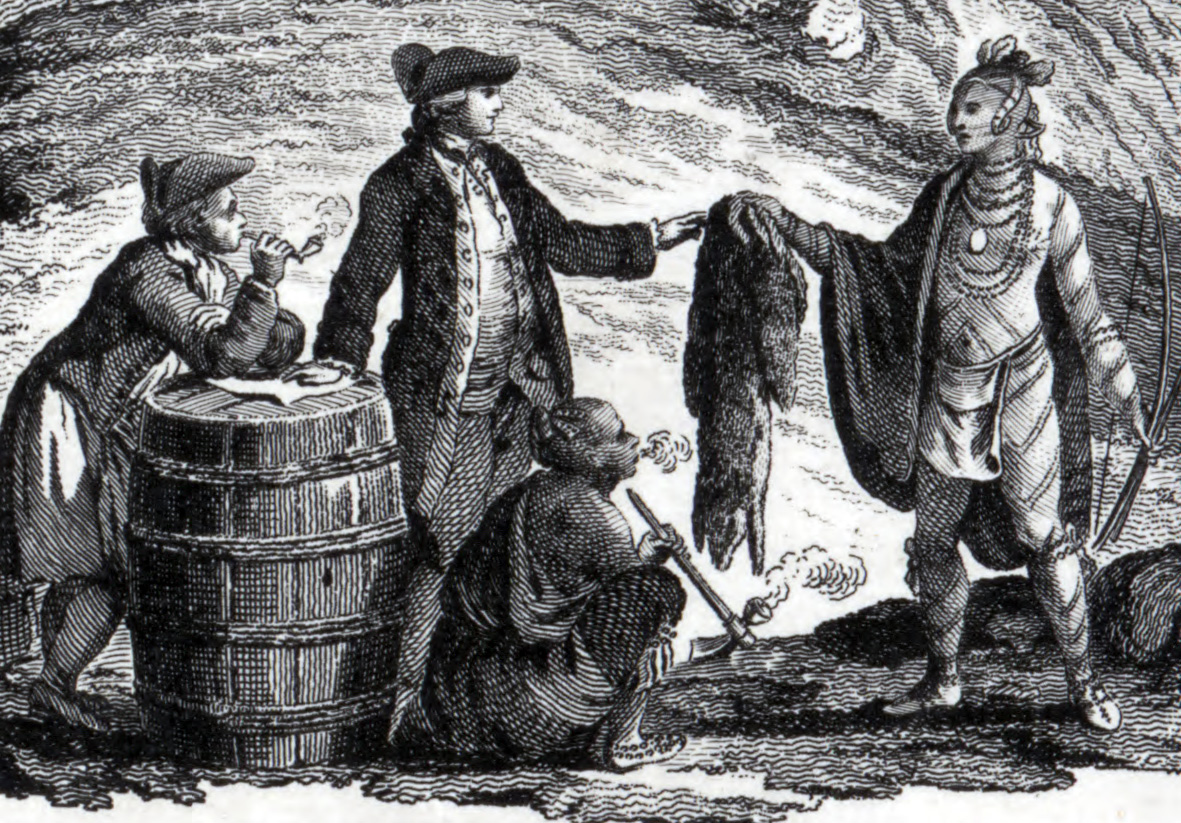
Französische Pelzhändler in Kanada im achtzehnten Jahrhundert

Der Kontakt mit Europäern, zunächst mit Holländern und Franzosen und später mit Engländern, führte zu erheblichen Veränderungen in der Lebensweise der Oneida. Europäische Waren lösten Tierhäute und Felle ab, während der traditionelle Kleidungsstil im achtzehnten Jahrhundert weiterhin bevorzugt wurde. Gefäße aus Ton und Baumrinde wurden durch Töpfe aus Kupfer und Eisen ersetzt. Das Flechten von Korbwaren erlernten die Indianer vermutlich von den Holländern und Schweden. Bei der Jagd nutzten die Oneida nun Gewehre, Messer, Beile und eiserne Fallen, die Pfeil und Bogen, sowie Steinwerkzeuge, Baumfallen und Schlingen ablösten.
Die Oneida beteiligten sich frühzeitig am Pelzhandel, der ihr soziales und politisches System veränderte und zu einer fast endlosen Folge von Kriegen und Verträgen zwischen den verschiedenen Parteien führte. Die Krieger der Oneida durchstreiften ein Gebiet, das sich vom Sankt-Lorenz-Strom im Norden bis South Carolina im Süden, und von der Atlantikküste im Osten bis zum Mississippi River im Westen erstreckte. Um 1640 waren die Pelztiervorkommen im Gebiet der östlichen Irokesen nahezu erschöpft und die Oneida fürchteten eine Krise. Sie hatten zwar genügend Lebensmittel, doch der Pelzhandel sicherte den Erwerb europäischer Waren. Inzwischen hatten sie sich an den Gebrauch europäischer Waffen und Werkzeuge gewöhnt, sodass die traditionelle Herstellung dieser Dinge in Vergessenheit geraten war. Um 1640 gab es im amerikanischen Nordosten zwei konkurrierende Handelsnetzwerke, die sich unterschiedlicher Methoden bedienten. Das erste hatte sich zwischen Algonkin, Huronen und Franzosen entwickelt, während das zweite zwischen Irokesen und Holländern und später Engländern bestand. Jede Partei versuchte, der anderen die Kontrolle über die begrenzten Pelzvorkommen streitig zu machen, ein Konkurrenzkampf, der schließlich zu einer 60 Jahre dauernden Folge von Kriegen führte. Im Verlauf dieser Biberkriege kämpften die Oneida bevorzugt gegen die östlichen Algonkinstämme und die Huronen. Ihre Kriegszüge erstreckten sich bis nach Virginia und Maryland, sehr zum Verdruss der Gouverneure dieser englischen Kolonien.
Gemeinsam mit ihren in der Irokesenliga vereinten Stammesbrüdern unterwarfen oder vernichteten sie die benachbarten Stämme, dazu gehörten die Huronen, Neutral, Petun, Potawatomi, Ottawa und Susquehannock. Die Herrschaft der Irokesen reichte im Westen bis nach Green Bay in Illinois und im Süden bis über Pennsylvania hinaus. Der Jesuit Jerome Lalemant bemerkte treffend: „… es ist schon erstaunlich, dass so wenige Leute ein derartiges Unheil anrichten können und von einer so großen Anzahl anderer Stämme gefürchtet werden.“
Weil ihr Stamm relativ klein war, fürchteten sie den Verlust von Stammesangehörigen durch Kriege. Deshalb versuchten sie, dieses Problem durch Adoption von gefangenen Feinden und das Ausleihen von Kriegern anderer Stämme zu lösen. Die Aufzeichnungen der Jesuiten aus den Jahren 1645–46 berichten von der Wiederbevölkerung des Stammes durch Mohawk-Krieger infolge der Verluste, die durch eine verheerende Niederlage der Oneida gegen die Huronen und Algonkin verursacht worden war. Aus den Aufzeichnungen des Jesuiten Bruyas geht 1668 hervor, dass zu dieser Zeit zwei Drittel der Oneidapopulation aus ehemaligen Algonkin und Huronen bestand. Diese bemerkenswerte Umwandlung des Feindes zum Stammesangehörigen wurde nur möglich, weil der Einzelne nicht nur adoptiert wurde, sondern eine bestimmte Rolle in der Familie übernahm, die durch den Toten frei geworden war. Unter den wachsamen Augen der führenden Frauen erlernten sie schnell, was von ihnen erwartet wurde. Enttäuschten sie die Klanmutter, konnte das ihren Tod bedeuten.
Die Forderungen nach Vergeltung waren offenkundige Gründe für neue Kriegszüge, während die Aussicht auf Beute das Ansehen der Stammesführer steigerte. Sogar das offizielle Ende der Kriege 1698 und die zugesicherte Neutralität von Engländern und Franzosen gegenüber den Irokesen konnte vereinzelte Überfälle nicht stoppen. Zu sehr hatte sich diese Form des Krieges zu einem wichtigen Aspekt im Prestige-System der Irokesen entwickelt. Die Krieger hatten erkannt, dass sie hierdurch Macht und Ansehen im Stamm und den Status eines Pinetree-Häuptlings erlangen konnten. Junge Krieger folgten erfahrenen Führern und eine Person mit großer Gefolgschaft war in der Lage, Prestige in Macht umzuwandeln. Oneida-Führer, wie der adoptierte Susquehannock-Krieger Shenandoah und Daniel Bread, waren prominente Beispiele. Das Ergebnis war eine wachsende Zahl an Pinetree-Häuptlingen, die zu einer zunehmenden Belastung der politischen Struktur in der Oneidagesellschaft wurden. Es hatten sich zwei Fraktionen entwickelt: Eine Häuptlingsfraktion, die ihre Macht traditionell durch die Klanmütter erhielt, und eine Kriegerfraktion, die ihr Ansehen den militärischen Erfolgen verdankte. Während die Krieger ausreichend Macht besaßen, dem Diktat der Stammesältesten zu widerstehen, fehlte es ihnen an ausreichendem Rückhalt in der Bevölkerung.

### Das achtzehnte Jahrhundert

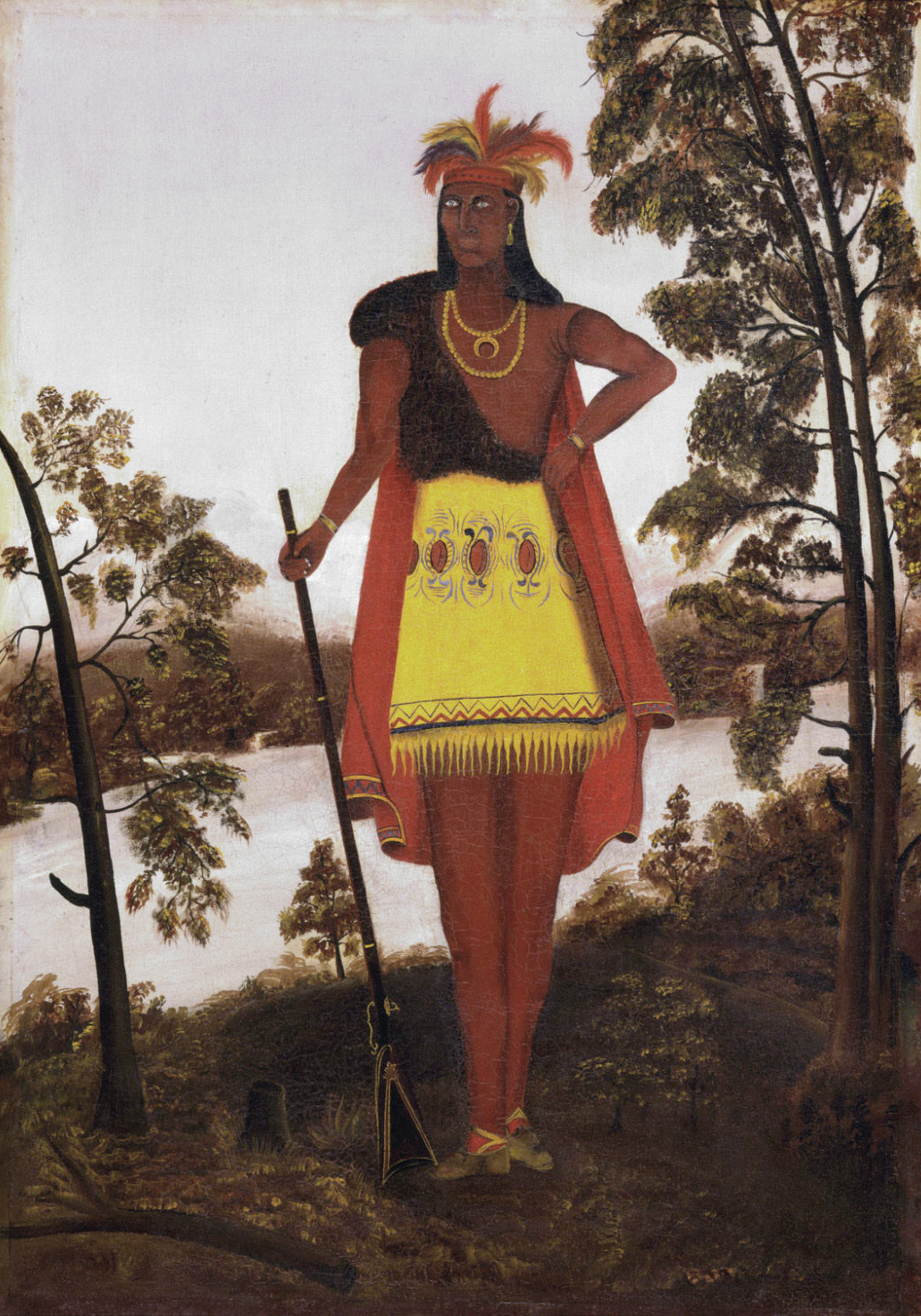
Oneida-Häuptling Skikellamy um 1740

Ein presbyterianischer Geistlicher namens Samuel Kirkland (1741–1808) errichtete 1767 eine Kirche bei den Oneida. In den 1740er Jahren war eine neue Bewegung entstanden, die als die Great Awakement (Große Erweckung) bezeichnet wurde. Kirkland war ein Anhänger der fundamentalistischen Lehren von Jonathan Edwards, in denen Determinismus, strenge Selbstdisziplin, Buße, Erneuerung und Taufe gepredigt wurde. Er ermahnte die Oneida, ihren traditionellen Glauben abzulegen und forderte den Einzelnen auf, Buße zu tun und Jesus Christus und das Neue Licht anzunehmen, wenn er gerettet werden wollte.
Kirkland forderte die Anhänger des traditionellen Glaubens heraus und musste feststellen, dass seine Gefolgschaft mehrheitlich aus Kreisen der Krieger kam. Er wollte keinen Streit, sondern versuchte, eine religiöse Bestätigung der bestehenden politischen Realität einzuführen. In seinem 1770 erschienenen Journal betonte er sinngemäß: „… die Krieger dürfen nicht unter der Kontrolle von hereditären Sachems stehen.“ Damit griff er die symbolische Basis der politischen Strukturen an und forderte den Widerstand der Sachems heraus.
In den 1760er Jahren wurden die Oneida trotz ihrer offiziell verkündeten Neutralität in einen neuen verlustreichen Krieg gedrängt. Nach beträchtlichem Druck sowohl von den Engländern als auch von den Franzosen standen die Oneida im sogenannten Franzosen- und Indianerkrieg schließlich auf englischer Seite. Hinzu kam zunehmender Druck weißer Siedler, die das Land der Indianer beanspruchten. Im gleichen Zeitraum wurden die Oneida von mehreren Hungersnöten heimgesucht. Alkoholismus, Streitigkeiten unter Stammesmitgliedern und Verbrechen waren an der Tagesordnung. Aus Kirklands Sicht konnte er sich keinen besseren Zeitpunkt für seine Pläne wünschen.

#### Amerikanischer Unabhängigkeitskrieg

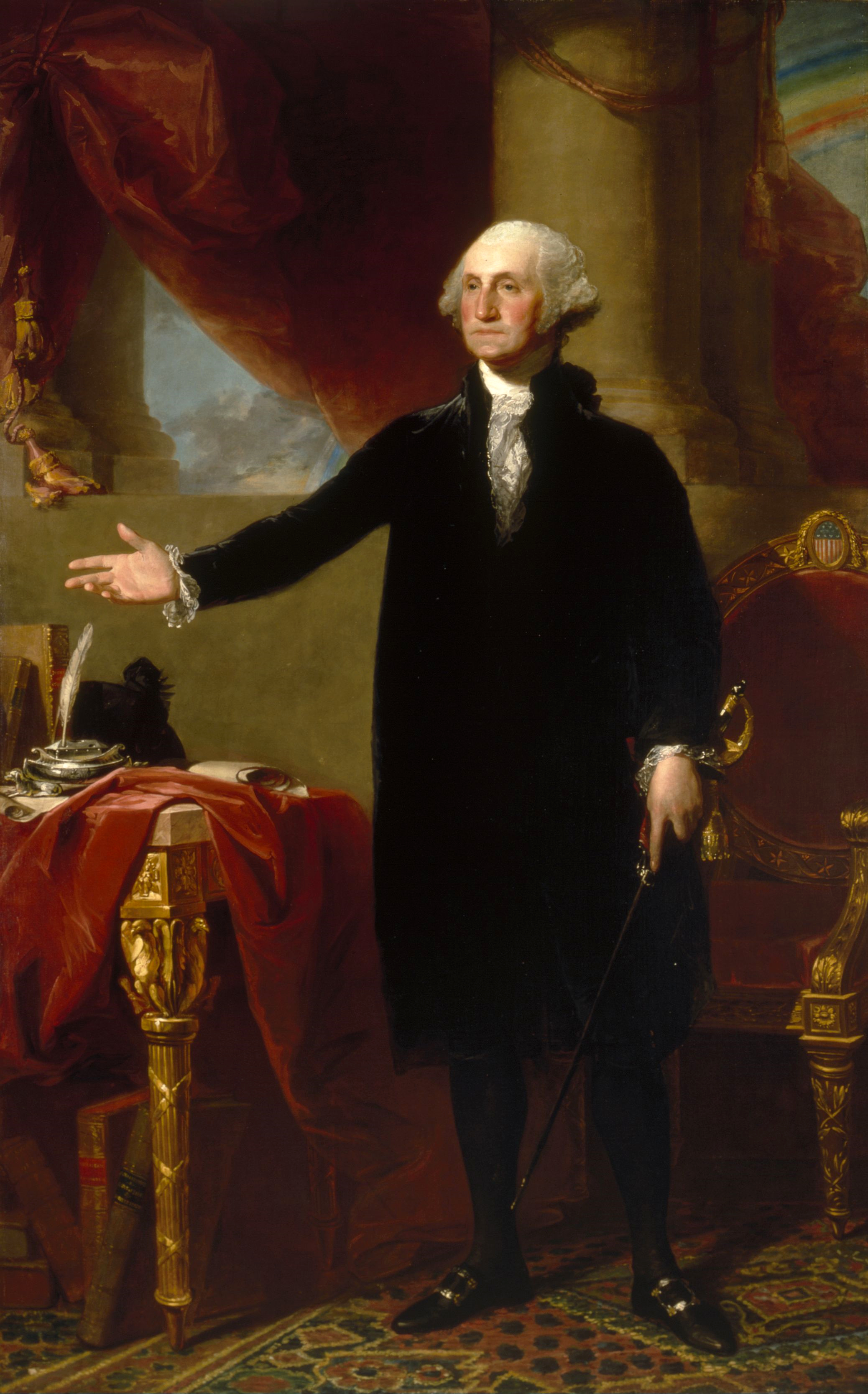
George Washington, Lansdowne Portrait von Gilbert Stuart, 1796

Als der Amerikanische Unabhängigkeitskrieg begann, wurden die Oneida von zwei gegensätzlichen Seiten beeinflusst. Samuel Kirkland unterstützte die amerikanische Sache, während William Johnson auf britischer Seite stand. Johnson war Commissioner of Indian Affairs (Kommissar für indianische Angelegenheiten) und bei weitem der einflussreichste Weiße im Irokesengebiet. Die Oneida widerstanden Kirklands Bekehrungsversuchen auf Kosten einer zunehmenden stammesinternen Spaltung. Obwohl die Sachems zur britischen Seite tendierten, gab es eine Gruppe proamerikanischer Krieger, die vom hochgeachteten Shenandoah angeführt wurden und offizielle proenglische Aktionen verhinderte. Shenandoah war ein enger Vertrauter und Gefolgsmann Kirklands. Nach jahrelanger Unentschlossenheit wurde das Feuer der Irokesenliga in Onondaga schließlich gelöscht. Damit war es jedem Stamm der Irokesenliga freigestellt, auf welche Seite er sich stellen wollte. Die proamerikanische Seite der Oneida sowie die mit ihnen verbündeten Tuscarora blieben nicht neutral, sondern forderten, das Ratsfeuer in Albany erneut zu entzünden. Im Jahr 1779 befahl General George Washington, die Dörfer der Onondaga, Cayuga und Seneca anzugreifen.
Die Oneida unterstützten die Amerikaner nur bei einem einzigen Feldzug. Als die Briten 1777 die Kolonie New York angriffen, kämpften die Oneida in der Schlacht von Oriskany gegen Colonel Barry St. Leger und Joseph Brants Invasionstruppen und verhinderten die Vereinigung zweier britischer Armeen. Im Winter 1777/78 hungerten Washingtons Truppen im Valley Forge. Häuptling Shenandoah veranlasste seinen Stamm, Lebensmittel aus ihren Reserven über mehrere hundert Kilometer zu Fuß herbeizuschaffen. Polly Cooper blieb im Lager, um den Soldaten die Verarbeitung von weißem Mais zu zeigen, der stark von den heute üblichen gelben Sorten abwich. Martha Washington soll ihr dafür Geschenke gemacht haben, von denen eines, ein Umhangtuch, noch heute aufbewahrt wird.
Wie ihre amerikanischen Verbündeten litten auch die Oneida unter den kriegsbedingten Entbehrungen. Nach einer Warnung verließen etwa 30 Oneida im Juni 1780 ihre Heimat und zogen nach Niagara. Im folgenden Monat wurden ihre Dörfer niedergebrannt. Die zurückgebliebenen Oneida flüchteten entweder nach Niagara oder nach Schenectady, wo sie unter sehr schlechten Lebensbedingungen litten und auf Almosen angewiesen waren. Am Ende des Unabhängigkeitskrieges lebten die Oneida weitverstreut zwischen Niagara und Schenectady, ihre Dörfer waren zerstört und die Felder verwüstet. Ihr soziales Gefüge war zusammengebrochen und die Verbündeten aus der Irokesenliga hatten sich entfremdet. Es gab regelmäßig auftretende Hungersnöte und viele Stammesangehörige starben an Mangelkrankheiten. Diese Oneida-Gruppe musste einen hohen Preis für ihre Bündnistreue zu den Briten zahlen. Beispiele des sozialen Niedergangs wurden in der zeitgenössischen Literatur publiziert. Alkoholismus, Morde und Selbstmorde, sowie Faktionalismus wiesen in der Nachkriegszeit auf einen zunehmenden Zerfall der Oneida-Gesellschaft hin.

#### Zerfall der Stammeseinheit
Gegen Ende des Krieges waren eine größere Zahl an Stammesmitgliedern, sowohl probritische als auch proamerikanische, in ihre frühere Heimat am Lake Oneida zurückgekehrt. Der Verlauf des Krieges hatten sich die Differenzen untereinander verschärft. Sie siedelten in fünf benachbarten Dörfern, die jeweils einen eigenen Stammesrat bildeten. Kirkland schrieb im September 1790: „…gestern Morgen hatten die Oneida eine Zusammenkunft im Stammesrat, um über die aktuellen Rechtstreitigkeiten zu beraten.“ Zwischen 1783 und 1800 gab es zahlreiche Treffen dieser Art, ohne dass die Streitigkeiten beigelegt werden konnten.
Die Probleme innerhalb der Oneida verschärften sich zusätzlich unter dem Einfluss der benachbarten weißen Bevölkerung. Kirkland beklagte am 2. November 1793: „…die gewissenlosen Weißen im Dorf sind ein Ärgernis und verhindern jedes gute Werk.“ So war es leicht, manche Oneida zum Verkauf oder zur Verpachtung von Stammesland zu überreden. Im Jahr 1788 konnte eine Kommission unter John Livingston die Oneida davon überzeugen, den größten Teil ihres Landbesitzes für 999 Jahre zu verpachten. Dieser Vertrag war laut Verfassung des Staates New York allerdings ungesetzlich und wurde von der Legislative annulliert.
Das Interesse am Land der Oneida war nicht nur auf private Käufer begrenzt. Auch der Staat New York beabsichtigte, Land für die weiße Besiedlung zu kaufen. Am Ende des Krieges würdigten sowohl der Staat New York als auch die Bundesregierung die Opfer und die Verdienste der Oneida und garantierten ihnen ihre territoriale Integrität im Vertrag von Fort Stanwix 1784. Diese Zusage des Kontinentalen Kongresses beinhaltete fast sechs Millionen Acre (24.288 km²) Land und wurde in den späteren Verträgen von Fort Hamar 1789, Canandaigua 1794 und Oneida 1794 bestätigt. Zusätzlich verabschiedete der Kongress der Vereinigten Staaten 1790 das Indian Non-Intercourse-Gesetz(Nichteinmischungsgesetz), das den nationalen Regierungen das alleinige Verhandlungsrecht mit den Indianerstämmen einräumte. Der Staat New York erklärte danach alle Landkäufe für ungültig, die nach 1775 ohne behördliche Genehmigung abgeschlossen worden waren.
Doch diese großzügigen Garantien gerieten bald in Vergessenheit, als sich die Interessen der Staatsregierung und der Bundesregierung voneinander unterschieden. Die Bundesregierung zahlte den Oneida für ihre Verluste 5.000 Dollar und gab ihnen die Zusage, eine Getreidemühle, ein Sägewerk und eine Kirche zu errichten. Außerdem wurde den Oneida gemeinsam mit den übrigen fünf Irokesenstämmen eine jährliche Zahlung von 4.500 Dollar gewährt.
Die Oneida waren sich 1785 darüber im Klaren, dass es Auswirkungen auf ihr Leben hätte, wenn sie ihr Land am Susquehanna River verkauften. Ihr Wortführer Petrus bemerkte: „…ein derartiger Verkauf würde einen negativen Effekt auf unser weiteres Leben darstellen.“ Die staatlichen Landaufkäufer waren jedoch hartnäckig und bekamen schließlich das gewünschte Land. Obwohl der Staat mehrmals betonte, im besten Sinne der Oneida zu handeln, waren es letztlich nur Lippenbekenntnisse. Es kam zu einer Serie von Landverkäufen. 1785 verkauften die Oneida dem Staat New York das Gebiet der heutigen Countys Broome und Chenango für 15.500 Dollar. 1788 ließen sich die Oneida 300.000 Acre (1.215 km²) in den Countys Madison und Oneida für sich selbst amtlich reservieren. Die meisten nachfolgenden Verträge bezogen sich auf dieses Land. Insgesamt wurden über dreißig Landkaufs-Verträge mit den Oneida abgeschlossen. Typisch für diese Verträge war beispielsweise ein 1809 ausgehandeltes Abkommen, in dem der Staat New York 7.200 Acre am Oneida Lake für 1.600 Dollar und eine zeitlich unbegrenzte Rente von 160 Dollar jährlich kaufte. Der Staat änderte später die Rentenzahlung in eine einmalige Abfindung.
Die vor dem Krieg existierenden Fraktionen gab es weiterhin. Auf der einen Seite standen die proamerikanischen Krieger, die Christen und die der weißen Gesellschaft gegenüber positiv eingestellten Oneida, alle unter der Führung von Häuptling Shenandoah. Ihnen gegenüber standen die Gefolgsleute von Häuptling Cornelius, die das ererbte Häuptlingssystem und die traditionelle Religion unterstützen, die weiße amerikanische Gesellschaft ablehnten und im Krieg auf britischer Seite gekämpft hatten. Um 1805 waren die Differenzen zwischen den Fraktionen so heftig, dass die Aufteilung des verbliebenen Stammesgebiets in zwei getrennte Reservate beschlossen wurde.

### Umzug nach Wisconsin
Zu Beginn des neunzehnten Jahrhunderts wurde das soziale Gefüge des Stammes nicht nur durch die Spaltung in zwei Parteien erschüttert. Ein weiteres Problem entstand aus der dramatischen Verkleinerung des Stammesgebiets, das wesentliche Mindererträge in der Jagd und im Fischfang zur Folge hatte. Unter dem Einfluss der weißen Nachbarn veränderten sich Elemente der traditionellen Kultur und Religion, sowie des Klansystems und der politischen Struktur. Die weißen Amerikaner forderten die Indianer auf, Farmer zu werden, ihre Kinder zur Schule zu schicken und in die Kirche der Weißen zu gehen. Die vom Mann dominierte weiße Kernfamilie wurde als erstrebenswertes Modell der irokesischen matrilinealen Großfamilie gegenübergestellt. Diejenigen Oneida, die den alten Traditionen anhingen, wurden als rückständige Wilde verspottet. Die meisten Oneida waren dem Schein nach Christen und wurden häufig von Wanderpredigern zum Christentum bekehrt oder wiedererweckt. In der letzten Dekade des achtzehnten Jahrhunderts war die Schar der Anhänger des traditionellen irokesischen Glaubens stetig gewachsen. Als Beweggründe kann man den bedrohlichen Landverlust, den Widerstand einiger mutiger Häuptlinge und das Erscheinen eines neuen Propheten ansehen. Im Jahr 1798 hatte ein Mohawk im Reservat am Grand River in Ontario eine Vision, in der er dem irokesischen guten Geist und Gott des Maises Teharonhiawagon begegnete. Dieser erklärte ihm, die Probleme der Irokesen wären durch die Missachtung der White Dog Ceremony (Weißer-Hund-Zeremonie) zu begründen. Die Neuigkeit erreichte die Oneida um 1799. Im folgenden Jahr wurde die Zeremonie wieder eingeführt, die seit mehr als dreißig Jahren nicht mehr praktiziert worden war.
Zur gleichen Zeit hörten die Oneida auch von den Lehren des Handsome Lake, in dessen Folge die traditionelle Religion der Irokesen wiederbelebt wurde. Die Trennungslinie zwischen christlicher und irokesischer Religion verlief quer durch das Reservat. Es gab heftige Differenzen zwischen den Anhängern Handsome Lakes und den Traditionalisten. Schließlich setzte sich die letzte Gruppe durch und praktizierte Zeremonien und den alten Glauben in traditioneller Form. Die Bewegung Handsome Lakes blieb auch bei den Oneida erfolglos.

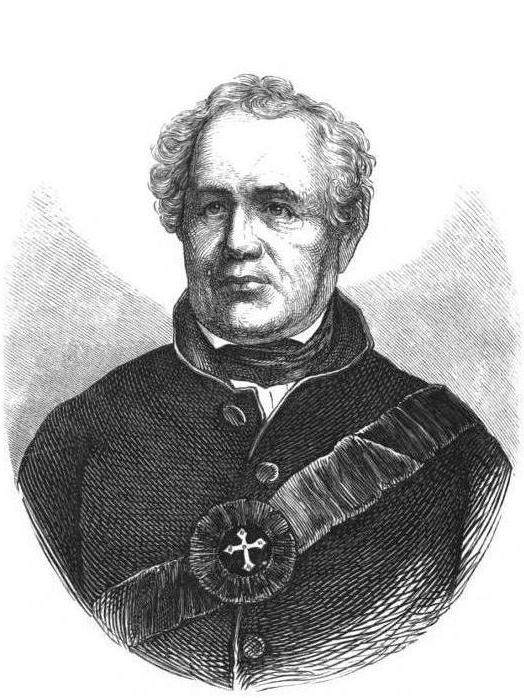
Eleazer Williams (1853)

Kirkland starb 1808 und sein Freund Shenandoah folgte acht Jahre später. Die christliche Kirche verlor in dieser Zeit zahlreiche Anhänger. Das änderte sich erst, als 1816 Eleazer Williams zu den Oneida in das Reservat zog. Williams war ein charismatischer Laienprediger der Episkopalkirche und ein Katechet. Er hatte einen Lehrauftrag für die Oneida und besaß hervorragende rhetorische Begabung, religiösen Eifer und ein beachtliches politisches Gespür. Sehr schnell gewann er die Zuneigung der wenigen Christen unter den Oneida, die als die First Christian Party (Erste Christliche Partei) oder Shenandoah-Partei bezeichnet wurde. Als Nächstes überzeugte er die Anhänger der Pagan Party oder Cornelius Party und konvertierte sie 1818 zum christlichen Glauben. Diese Gruppe wurde unter dem Namen Second Christian Party (Zweite Christliche Partei) bekannt.
Williams empfahl allen nominellen Christen des Stammes, ihr verbliebenes Land in New York zu verkaufen und an einen neuen Ort bei Green Bay in Wisconsin zu ziehen. Dieser Vorschlag stieß zunächst auf allgemeine Ablehnung, doch Williams konnte Überzeugungsarbeit leisten. Mit Unterstützung einiger junger Krieger, ein paar einflussreicher Kongressmitglieder und der Odgen Land Company gelang es ihm, Vertragsverhandlungen mit den Winnebago und Menominee in Wisconsin zu beginnen. Erneut bildeten sich zwei Fraktionen im Stamm: Erstens zahlreiche Mitglieder der First und Second Christian Party, die bereit waren, nach Wisconsin zu gehen. Zweitens die Orchard Party, die keinerlei Bereitschaft zum Umzug zeigte. Williams reiste mit einer Oneida-Delegation mehrmals nach Wisconsin und bekam bis 1823 die Zusage der Menominee, ein Gebiet von insgesamt vier Millionen Acre (16.192 km²) für rund 3000 Dollar zu erwerben und zu besiedeln. Der damalige Präsident der Vereinigten Staaten, James Monroe, reduzierte die Größe des Areals auf 500.000 Acre (2.024 km²). 1838 wurde die Fläche erneut verkleinert, dieses Mal auf 65.426 Acre (rund 265 km²). Der Umzug der Oneida begann 1823 und war um 1838 beendet. Insgesamt 654 Oneida hatten sich der Umsiedlungsaktion angeschlossen.
Für einige Zeitgenossen bedeutete dieser Umzug einen Schutz vor den schlimmsten Auswirkungen der weißen Akkulturation und gab den Oneida mehr Zeit für die Anpassung. Für die Odgen Land Company war es ein gangbarer Weg, Besitzrechte in New York gegen alternatives Land einzutauschen. Für Williams bedeutete der Umzug den Beginn eines Kirchenreiches in den Weiten Wisconsins mit ihm selbst als dessen Führer, das am Ende alle sechs Irokesenstämme umfassen könnte.

### Separate Oneidagemeinden
Im Vertrag von Buffalo Creek aus dem Jahr 1838 wurde vereinbart, dass alle im Staat New York lebenden Irokesen einschließlich der verbliebenen Oneida nach Kansas umgesiedelt werden sollten. Die Oneida jedoch weigerten sich zu gehen. Inzwischen gab es drei Gruppen: Die erste Gruppe wollte nach Ontario ziehen, die zweite war bereit zu gehen, hatte aber kein gemeinsames Ziel, während die dritte unbedingt in New York bleiben wollte. 1839 verkauften 242 Oneida ihr Land in New York und erwarben gemeinsam ein Gebiet von 5.200 Acre (21 km²) Größe bei London in Ontario. Von 1840 bis 1845 zogen 410 Oneida nach Ontario und um 1848 lebten nur noch rund 200 Oneida in New York auf dem verbliebenen Land oder im Onondaga-Reservat bei Syracuse in New York. Im Jahr 1843 verabschiedete New York ein Gesetz, unter dem das verbliebene Land in Parzellen aufgeteilt werden konnte. 1976 befanden sich nur noch 32 Acre (0,13 km²) in gemeinschaftlichem Stammesbesitz.

#### Oneida in Wisconsin
Die Oneida in Wisconsin bildeten zwei separate Gemeinden entsprechend ihrer Religionszugehörigkeit. Die Anglikaner besiedelten den Norden des Reservats, während die Methodisten im Süden lebten. Innerhalb dieser beiden Bereiche entwickelten sich acht kleine Zentren oder Nachbarschaften (engl. Neighborhoods). Die Bewohner halfen einander bei der Farmarbeit, dem Bauen und Reparieren von Häusern und Straßen. Geselligkeiten und Sonntagsbesuche waren üblich und jede Neighborhood glaubte, sie wäre die beste von allen.
Verwandtschaftliche Beziehungen galten ebenfalls als wichtiges Netzwerk unter den Oneida in Wisconsin. Die Kernfamilie war die primäre wirtschaftliche Einheit und auf die Beziehung zwischen Mann und Frau wurde großer Wert gelegt. Vettern und Basen dritten und vierten Grades galten als eng verwandt und durften nicht untereinander heiraten. Zwischen diesen Verwandten waren gegenseitige Geschenke üblich und tatkräftige Unterstützung bei gemeinsamen Projekten wurde erwartet.
Die Eltern arrangierten die Hochzeit eines Brautpaares unter Beachtung der im Klan üblichen Hochzeitsregeln. Von verheirateten Paaren wurde eine lebenslange Ehe erwartet. Scheidung und eheliche Untreue waren schwere Vergehen gegenüber der Kirche und führten zu Ausschluss und sozialer Ausgrenzung. Die meisten Oneida in Wisconsin waren entweder Anglikaner oder Methodisten. Dort gab es keine Anhänger der Longhouse-Religion und der Religion von Handsome Lake. Weiße Missionare betreuten beide Gemeinden. Einige Elemente des traditionellen irokesischen Glaubens fanden Einzug in die christliche Religionsausübung. Dazu gehörte die besondere Art und Weise, am Ostermorgen das Weihwasser zu schöpfen. Dies scheint ein Überbleibsel aus der Zeremonie der Little Water Society (Kleine-Wasser-Bund) gewesen zu sein. Darüber hinaus gab es mehrere Praktiken beim Zehnten-Tag-Fest, die aus den traditionellen Bestattungsbräuchen der Irokesen stammten. Andere Rituale bestanden weiterhin, obwohl die Kirchenführer sie untersagten. Es gab einen starken Glauben an die Gegenwart von bösartigen Hexen und Zauberern sowie die Wirksamkeit von medizinischen Kräutern und Rituale der Curing Society (Medizinbund). Dieser Glauben bestand noch in den 1970er Jahren, obwohl die letzte bekannte Heilung durch die Curing Society bereits 1949 erfolgte.
Die nach Wisconsin gezogenen Oneida übernahmen nur wenig von ihrer traditionellen politischen Struktur. Es gab einige Häuptlinge mit ererbtem Titel, sowie eine Anzahl von Pine Tree Chiefs. Wichtig für die Übertragung der Häuptlingswürde war die Anzahl an Nachbarn und Verwandten, die Religionszugehörigkeit und das persönliche Prestige einer Person. Die Pine Tree Chiefs kamen aufgrund ihrer Führungsqualitäten zum Häuptlingsamt. Der Stammesrat (engl. council) setzte sich aus einem Oberhäuptling und zwölf Häuptlingen (big men) zusammen, die von der Seniorin (senior woman) der Abstammungslinie (Lineage) berufen wurden. Der Status der Seniorin entsprach dem der Klanmutter (clan mother) bei den anderen Irokesenstämmen. Der Stammesrat hatte beträchtlichen Einfluss auf die Geschicke des Stammes. Er konnte Land zuweisen, die Eignung des Nutzers überprüfen, die im Reservat geltenden Gesetze erlassen und diese notfalls mit Sanktionen durchsetzen. Der Stammesrat repräsentierte den Stamm bei Verhandlungen mit der US-Bundesregierung. Er verabschiedete zum Beispiel ein Gesetz, das den Verkauf von Alkohol im Reservat untersagte, schloss Verträge zum Verkauf von Nutzholz ab und verhandelte über Rentenzahlungen aufgrund von Staatsverträgen.
Als die Oneida in den 1820er Jahren nach Wisconsin zogen, war das Reservat eine Wildnis und die nächste weiße Siedlung lag 24 km entfernt. Nach den Oneida kamen die Holzbarone (lumber barons) und ließen die Kiefernwälder außerhalb des Reservats abholzen. Ihnen folgten die Siedler, die das fruchtbare Land bewirtschafteten. Nun bedrängten Spekulanten die Oneida, sie sollten ihr Land und die Wälder verkaufen. Es gab Bestrebungen, der US-Kongress solle das Reservat schließen und die Oneida weiter nach Westen schaffen. Es wurde für den Stammesrat zunehmend schwieriger, diesem Druck zu widerstehen. Zusätzlich gab es eine stammesinterne Opposition, die die erbliche Häuptlingswürde abschaffen wollte und einen gewählten Stammesrat forderte. Sie wurde von den Agenten der Bundesregierung unterstützt und 1871 wurde schließlich das Wahlsystem eingeführt. Es gab allerdings Schwierigkeiten bei der Umsetzung, denn viele Mitglieder des neuen Stammesrats waren Anhänger des alten Systems und boykottierten die Entscheidungen. Darüber hinaus ignorierten zahlreiche Oneida die neuen Gesetze.
1887 wurde ein Gesetz unter der Bezeichnung General Allotment Act (Allgemeines Zuteilungsgesetz) verabschiedet, das einen wichtigen Einschnitt in das Leben im Reservat darstellte. Hiermit konnte jeder Oneida Anrechte auf eigenes Land erwerben, so dass um 1908 fast das gesamte Reservatsland aufgeteilt worden war. Es war gesetzlich geregelt, dass Personen über 18 Jahre 40 Acres (161.880 m²) Land erhielten, während unter 18-Jährige 26 Acres (105.248 m²) zugewiesen bekamen. Nach 1900 unterlag das Land der Besteuerung durch die Stadt oder das County. Viele Oneida gerieten in Zahlungsverzug und es häuften sich Zwangsvollstreckungen, so dass um die Mitte der 1920er Jahre lediglich ein paar Hundert Acre im Besitz der Oneida verblieben waren. Die bisherige Stammesverwaltung funktionierte nach der Einführung des General Allottment Acts nicht mehr und wurde von den zuständigen Stadtverwaltungen und der County-Regierung abgelöst.
Der Verlust ihres Landes zwang zahlreiche Oneida, sich Arbeit in den Fabriken und Farmen in den umliegenden weißen Gemeinden zu suchen. Viele zogen in große Städte wie Green Bay, Milwaukee oder Chicago, pflegten jedoch enge Beziehungen zu ihren Verwandten in Oneida. Häufig arbeiteten Männer auch als Saisonarbeiter und verließen zeitweilig ihre Familien. Außer im Beruf gab es nur wenige soziale Kontakte mit den Weißen. Innerhalb des Stammes konzentrierten sich die sozialen Aktivitäten der Oneida auf Verwandte, Kirche, Medizingesellschaften und die freiwillige Mitgliedschaft im Gesangsverein (Oneida Singers, die Lieder in der Oneidasprache sangen), sowie bei einer Reihe von Wohlfahrts- und Beerdigungsverbänden.
Die Verabschiedung des Indian Reorganization Act (Indianisches-Reorganisation-Gesetz) im Jahr 1934 führte zu wichtigen Veränderungen bei den Indianerstämmen. Die Oneida wurden als Stamm offiziell anerkannt und gaben sich eine Verfassung. Dort wurde festgelegt, dass sich die Regierung des Stammes aus einer Bürgerversammlung zusammensetzte, während ein Exekutivausschuss die Stammesangelegenheiten regelte. Der Ausschuss bestand aus neun gewählten Mitgliedern, von denen vier als Stammesvorsitzender, dessen Stellvertreter, Sekretär und Schatzmeister fungierten. Es gab zwei Haupt-Bürgerversammlungen im Jahr, sowie monatliche Sitzungen des Exekutivausschusses. Die Verfassung beschränkte die Stammesangehörigkeit auf diejenigen Mitglieder, die mindestens ein Viertel Oneidablut besaßen und ihre Abstammung auf mindestens einen Verwandten bezogen, der in der Stammesrolle von 1934 eingetragen war.
Im Jahr 1972 bewohnten die Oneida von Wisconsin ein schachbrettartiges Reservat von insgesamt 2.200 Acres (8,9 km²) Größe, das inmitten von Grundstücken der weißen Bevölkerung lag. Es handelte sich dabei um Land, das von der Bundesregierung für den Stamm nach den Vorgaben des Indian Reorganization Act zurückgekauft worden war.
Nach den Stammesaufzeichnungen gab es zu dieser Zeit 6.684 eingetragene Stammesmitglieder und rund 2.000 Personen lebten auf oder in der Nähe des Stammesgebiets. Nur wenige hundert ältere Menschen beherrschten die Oneidasprache. Die Freiwillige Beerdigungsgesellschaft war geschrumpft, die Medizingesellschaft sogar verschwunden, außer in den Erzählungen der Alten. Es gab noch die methodistische und anglikanische Kirche und die Gesangvereine beteiligten sich weiterhin am Gottesdienst. Obwohl viele Oneida außerhalb des Reservats heirateten, waren verwandtschaftliche Beziehungen nach wie vor von Bedeutung. Das Stammesland veränderte sich vom Agrarland zum Wohngebiet und die Oneida starteten zwei bedeutende Wohnprojekte.

#### Oneida in Ontario

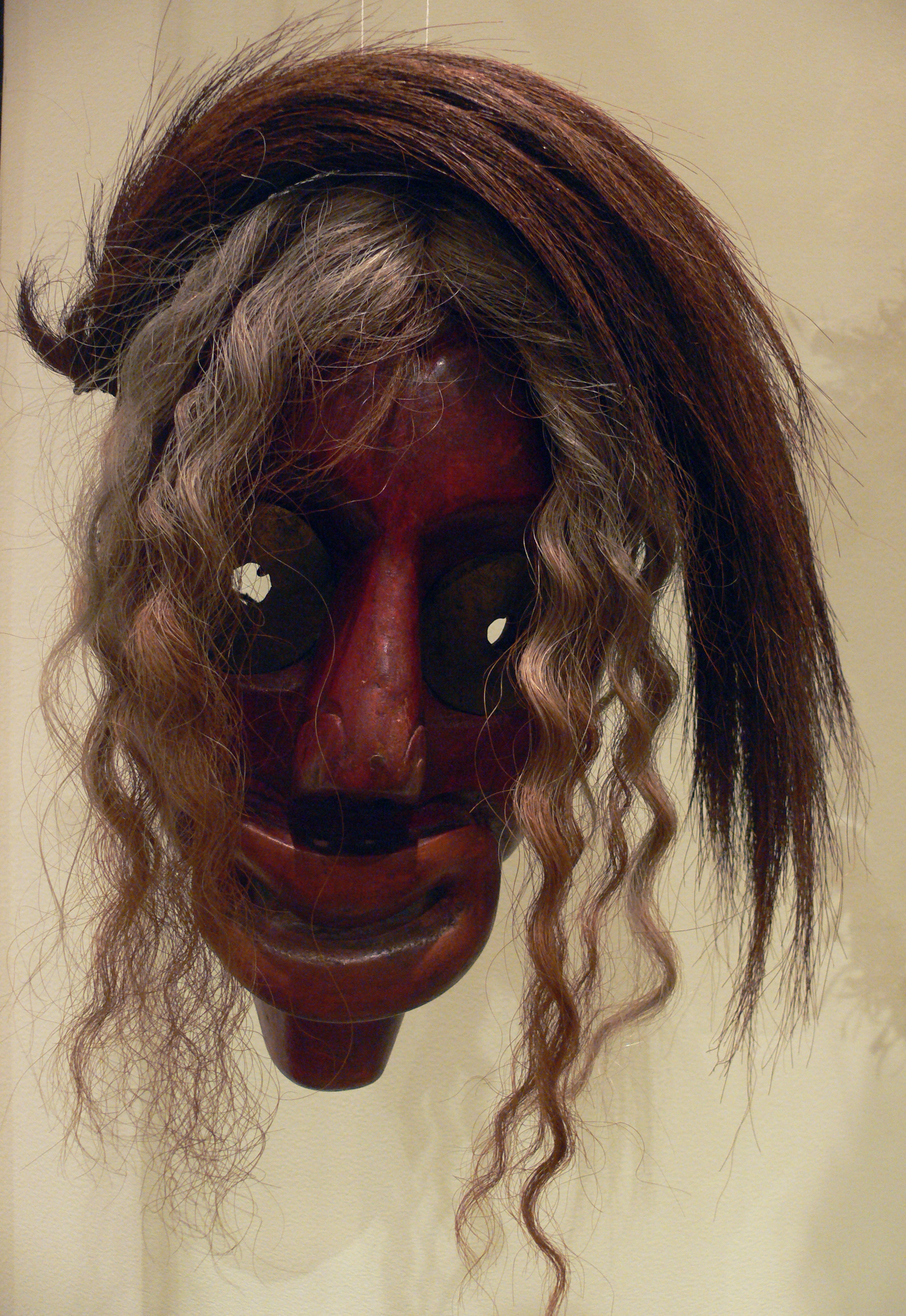
False-Face-Maske im Ethnologischen Museum in Berlin-Dahlem.

Unter der Führung von Moses Schuyler und William Taylor Doxtator verließen die Oneida nach 1839 den Staat New York und zogen nach Ontario in Kanada in ein gemeinschaftliches Reservat. Nach der Ankunft in Ontario hielten die eingereisten Oneida eine Ratsversammlung ab. Hier wurde entschieden, dass ein einzelner Stammesangehöriger Anspruch auf so viel Ackerland hatte, wie er bestellen konnte. Außerdem hatte er das Recht, das Land zu verkaufen und an Nachkommen oder andere Stammesmitglieder zu übertragen. Schon bald entstanden im Reservat eine Anzahl von Siedlungen, die überwiegend von miteinander verwandten Familien bewohnt wurden. Nach traditionellem Vorbild wurden Stammesräte der drei Oneida-Klans Wolf, Bear (Bär) und Turtle (Schildkröte) gebildet, die jeweils einen Sachem und einen Stellvertreter ernannten. Diese Personen vertraten die Interessen der Oneida in der Six Nations Confederacy (Sechs-Nationen-Konföderation) in Kanada. Die Maßnahmen sollten auch dazu beitragen, die Beziehungen zwischen den Oneida in Kanada und denjenigen in den Vereinigten Staaten zu verbessern.
Die Allianz mit den übrigen Stämmen der Irokesenliga hatte im Wesentlichen politische Beweggründe. Erstens wollten die Oneida ihre Loyalität gegenüber den Briten demonstrieren, indem sie die Akzeptanz der probritischen Irokesen gewannen. Diese Bestrebungen standen im Gegensatz zu den proamerikanischen Aktionen der Oneida im Unabhängigkeitskrieg. Zweitens befürchteten die Oneida, dass sie in Zukunft für ihr Land hohe Steuern an die Provinz Ontario zahlen mussten. Um dieses zu verhindern, hofften sie auf Unterstützung aus der Irokesenliga.
Die Stammesräte entwickelten wenig Macht im Reservat. Ihre Hauptaufgabe bestand im Schlichten von Streitigkeiten. Fragen von allgemeinem Interesse wurden in öffentlichen Sitzungen behandelt, an denen alle Mitglieder teilnehmen konnten. Über Probleme wurde so lange diskutiert, bis die Allgemeinheit der Lösung zustimmte oder ein Konsens gefunden wurde. Gelang das nicht, wurde das Problem einfach vertagt. Nach Bildung der Kanadischen Konföderation im Jahr 1867 übte das Canadian Department of Indian Affairs (Kanadisches Amt für indianische Angelegenheiten) wachsenden Einfluss auf die Angelegenheiten der Oneida aus. Wenn der Stammesrat der Oneida nicht in der Lage war, ein Problem zu lösen, wurden die Fakten von einem Agenten mit dessen Empfehlung an das Department weitergeleitet. Dieses entschied gewöhnlich die strittige Frage mit Hilfe des entsprechenden Paragraphen im Indian Act (Indianer-Gesetz). Zusätzlich zu den Häuptlingen mit ererbter Würde gab es eine erhebliche Anzahl von Pine Tree Chiefs. Sie waren von den Sachems und Klanmüttern ausgewählt worden aufgrund ihrer Prominenz, ihres Ansehens und ihrer rhetorischen Begabung. Sie dienten den Häuptlingen als Berater, arbeiteten in Ausschüssen, um Fakten zu ermitteln und Empfehlungen bei Streitigkeiten vorzuschlagen.
Im neunzehnten Jahrhundert gab es in Kanada zahlreiche Bestandteile des traditionellen Oneida-Verwandtschaftssystems. Die engsten Bindungen bestanden zwischen Mutter und Tochter, gefolgt von den Großeltern mütterlicherseits. Die Mitgliedschaft im Stamm wurde bilateral bis zu dem Vorfahren zurückverfolgt, der den Erwerb des Landes getätigt hatte, während die Mitgliedschaft im Klan durch die mütterliche Linie bestimmt wurde. Heiraten arrangierten die Eltern, in der Regel der Vater des Bräutigams. Heiraten innerhalb des Klans waren üblich, doch wurde allgemein befürchtet, dass diese Ehen deformierte oder geistig zurückgebliebene Nachkommen verursachten. Die bekanntesten Medizingesellschaften hießen False Face Society (Bund der Falschgesichter) und Little Water Society (Kleine-Wasser-Bund). Um Mitglied einer derartigen Gesellschaft zu werden, musste jemand durch sie von einer Krankheit geheilt worden sein oder glaubhaft von einer Mitgliedschaft geträumt haben. Träumen gehörte zum instrumentalen Teil einer Heilung. Es wurde als Möglichkeit gesehen, Personen mit der Fähigkeit zu entdecken, ihre Träume zu deuten. Häufig wurden Träumer angehört, um ein bestimmtes Leiden zu heilen. Ähnlich verhielt es sich auch mit dem Glauben an Hexerei und Zauberei, der bis in die 1970er Jahre anzutreffen war.
Im neunzehnten Jahrhundert gehörte die Farmarbeit zum wichtigsten Lebensunterhalt der meisten Oneida, gefolgt von Holzfällarbeiten im Winter. Das Recht, soviel Land zu beanspruchen, wie eine Person bewirtschaften konnte, förderte die Großfamilie. Es gab reiche Ernteerträge aus einer Vielzahl angebauter Nutzpflanzen, die für den Winter in Scheunen und Getreidesilos für den Eigenbedarf gelagert wurden. Fleisch wurde getrocknet oder gesalzen und in Fässern aufbewahrt. Mit dem Verkauf von landwirtschaftlichen Erzeugnissen, sowie mit Korbflechterei und der Herstellung von Maisstrohmatten kamen viele Familien zu Bargeld. Andere arbeiteten auf den Flachs- und Tabakfeldern in der Umgebung. Häufig waren auf den Feldern auch Arbeiterinnen anzutreffen.
Am Ende des neunzehnten Jahrhunderts veränderten sich die wirtschaftlichen Verhältnisse im Reservat. Die Zahl der Farmer schrumpfte, als viele Familien in die nahegelegenen weißen Gemeinden zogen, um dort Lohnarbeit zu suchen. Der wachsende Kontakt zu den Weißen führte zu Spannungen innerhalb der Gesellschaft und schließlich zu wachsender Parteienbildung. Die Weißen beanstandeten die traditionelle Form der indianischen Regierung, die das weiße Wertesystem nicht akzeptierte. 1915 kam es zur Bildung eines zweiten Stammesrats, der von der neu belebten Longhouse Religion initiiert wurde. Dieser Stammesrat verweigerte die Anerkennung des alten Stammesrats, der um 1920 mit Six Nations Confederation (Sechs-Nationen-Konföderation) bezeichnet wurde. Die Kanadische Regierung entschied sich schließlich für die Konföderation und gab ihr die offizielle Anerkennung als Reservats-Regierung, die vom Pinetree-Häuptling W.K. Cornelius geführt wurde. Mitte der 1920er Jahre tauchte eine dritte Partei auf, die sich Oneida Welfare Association (Oneida-Wohlfahrts-Gesellschaft) nannte. Im Jahr 1934 setzte die Kanadische Regierung gegen den Willen der Bevölkerungsmehrheit die Bildung eines gewählten Stammesrats durch.
1972 hatte die Oneida of the Thames Band 1.964 Mitglieder, von denen rund 1.200 im Reservat lebten. Die meisten davon bestritten ihren Lebensunterhalt als Arbeiter in den nahegelegenen Orten wie London und Saint Thomas oder als Farmarbeiter auf Farmen rund um das Reservat. Nur noch wenige Oneida besaßen eine eigene Farm, die meisten dagegen hatten ihr Land an Weiße verpachtet. Verwandtschaftliche Beziehungen spielten weiterhin eine dominante Rolle in der Oneidagesellschaft im Reservat. Allerdings gab es eine wachsende Zahl an Heiraten mit Angehörigen anderer Stämme. Nach kanadischem Recht galt das patrilineare System. Frauen, die ein Mitglied eines anderen Stammes heirateten, verloren ihren bisherigen Stammesstatus und damit das Recht, in der Gemeinde und auf dem familieneigenen Grundbesitz zu leben. Mit Ausnahme der wenigen Longhouse-Anhänger hatte die Klanzugehörigkeit ihre politische Bedeutung für den Stamm verloren.
In den 1970er Jahren gehörte die große Mehrheit der Oneida zu einer der christlichen Kirchen, also zu den Methodisten, Baptisten und Anglikanern. Die Longhouse-Religion wurde nur noch von drei oder vier miteinander verwandten Familien praktiziert. Diese Religion setzte die Tradition der kalendarischen irokesischen Zeremonien fort: Midwinter (Wintermitte), Strawberry (Erdbeere), Green Corn (Grüner Mais) und Harvest (Ernte). Außerdem war sie für die Aktivitäten der Medizinbünde False Face und Little Water Society verantwortlich. An den traditionellen Zeremonien nahmen die Anhänger aller Religionen teil. Das galt auch für die Mitgliedschaft in den Medizinbünden.
Der Stamm wurde von einem Häuptling und zwölf Ratsmitgliedern geführt, die alle zwei Jahre neu gewählt wurden. Mit finanzieller Unterstützung der kanadischen Regierung war der Stammesrat zum Beispiel für Schulen, Gesundheit, Hausbau und Straßen in der Gemeinde verantwortlich. Die meisten Oneida akzeptierten inzwischen den gewählten Stammesrat. Eine Ausnahme bildete die Longhouse-Gruppe, die ihren eigenen erblichen Stammesrat beibehielt.
Im Jahr 2021 hatte sich, laut Indigenous and Northern Affairs Canada, die Anzahl der anerkannten Oneida in Kanada wieder auf 6363 Menschen, von denen rund 2200 in den verschiedenen Reservaten leben, erhöht.

### Oneida in New York
Nach den beiden Abwanderungswellen, denen sich die Mehrheit des Stammes angeschlossen hatte, blieben nur noch einige Hundert in New York zurück. Das dortige Stammesgebiet reduzierte sich kontinuierlich durch Landverkäufe, bis nur noch einige Acre übrig geblieben waren. Viele Oneida zogen in das nahegelegene Onondaga-Reservat bei Syracuse, die übrigen lebten verstreut innerhalb der benachbarten weißen Siedlungen. Sie galten weiterhin als Stammesangehörige, wobei die Abstammung durch die mütterliche Linie bestimmt wurde. Viele sprachen noch Oneida und vermischten sich weder mit Onondaga, noch integrierten sie sich in die weiße Gesellschaft. Die Oneida in New York unterliegen der Rechtsprechung des Bundesstaats. Der Grund für die dauerhafte Anerkennung als Stamm liegt in den Bestimmungen aus dem Vertrag von 1794, der den Oneida eine kleine jährliche Rente garantiert. Für die Rentenzahlung muss eine Stammesliste geführt werden, in der 1972 rund 600 Namen standen. Diese Oneida wohnten im Onondaga Reservat und in der Umgebung des Ortes Oneida im Bundesstaat New York.

## Heutige Situation

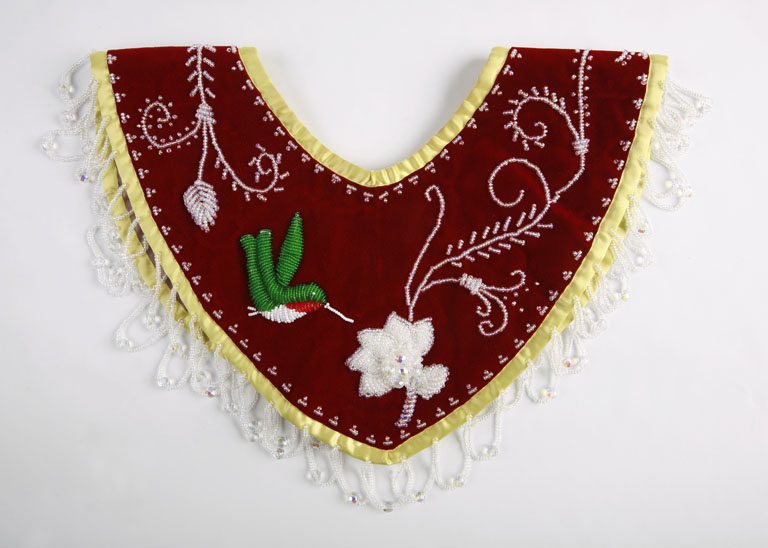
Ein traditioneller Zeremonienkragen von Karen Ann Hoffman (Oneida of Wisconsin) um 2007. In der Sammlung des Children’s Museum of Indianapolis.

Aktuell gibt es vier Oneida-Gruppierungen:
- Die Oneida Indian Nation of New York im Bundesstaat New York,
- Die Oneida innerhalb der Six Nations of the Grand River in Ontario.[9]
- Die Oneida Nation of the Thames in Southwold in Ontario, Kanada
- Die Oneida Nation of Wisconsin in Green Bay in Wisconsin

In einer noch anhängigen Landklage fordert die Oneida Indian Nation of New York insgesamt 100.000 Hektar ihres ehemaligen Stammesgebietes zurück. Sämtliche Landkäufe, die zwischen 1795 und 1846 vom Bundesstaat New York und den Oneida abgewickelt wurden, hätten von der Bundesregierung genehmigt werden müssen. Daher entschied 1985 der Oberste Gerichtshof, dass die Landforderungen, sowie ein Schadensersatz für die 200 Jahre, in denen sie ihr Land nicht nutzen konnten, legitim seien. Ermöglicht wurde diese kostspielige Landklage durch hohe Einnahmen aus eigenen Spielkasinos, von denen heute viele Oneida profitieren. Das im Oneida-Reservat gelegene Turning Stone Casino in Oneida ist mit vier Millionen Gästen pro Jahr das fünftbestbesuchte Touristenziel im Bundesstaat New York. 2003 gründeten die Oneida das erste indianische Film- und Fernsehunternehmen namens Four Directions Entertainment. 2004 folgte mit Four Directions Air die erste indianische Fluggesellschaft. Mächtigster, jedoch umstrittener Mann der Oneida ist Ray Halbritter.
Die Oneida innerhalb der Six Nations of the Grand River bewohnen gemeinsam mit fünf anderen Stämmen ein Gebiet bei Brantford in Ontario von insgesamt 183,20 km². Die Zahl der Stammesmitglieder betrug im August 2012 1.982 Personen, von denen 751 im Reservat lebten.
Die Oneida Nation of the Thames lebt in und außerhalb des Oneida Settlement (Oneidasiedlung) im südwestlichen Ontario. Das Reservat ist 22,16 km² groß. Laut Volkszählung 2006 hatte die First Nation 5.209 Mitglieder, davon lebten 2.030 im Reservat.
Der Oneida Tribe of Wisconsin ist bundesstaatlich anerkannt und bewohnt ein Reservat, das westlich der Großstadt Green Bay in Wisconsin liegt. Der Stamm besitzt ein Museum, einige Spielbanken und ein erfolgreiches Ferienhotel. Das Pro-Kopf-Einkommen lag, einem Bericht aus den Jahren 2006/2007 zufolge, bei 25.698 $. Das Reservat ist 265 km² groß, wovon sich im Juni 2012 rund 98 km² (37 %) in Stammesbesitz befanden. Die Zahl der Einwohner betrug laut der Volkszählung im Jahre 2000 704 Personen, von denen über die Hälfte im Reservat lebten. Das Reservat liegt im Stadtgebiet von Green Bay, die einzige Ortschaft innerhalb des Reservats ist Oneida.